# Akira Kuroiwa
Akira Kuroiwa (Japans: 黒岩彰 Kuroiwa Akira) (Tsumagoi (Prefectuur Gunma), 6 september 1961) is een voormalig Japans schaatser. Hij was gespecialiseerd op de sprint afstanden.
Akira Kuroiwa behoort tijdens de gehele jaren '80 tot de wereldtop van het schaatsen op de sprintafstanden. In 1983 is hij de eerste Japanner die wereldkampioen sprint wordt. Drie jaar later kan hij voor eigen publiek in Kuruizawa deze prestatie niet evenaren, wel belandt hij op het podium en wint hij de bronzen medaille. In 1987 evenaart hij zijn prestatie van 1983 en wordt hij voor de tweede maal wereldkampioen op de sprint. Pas in 2020 won opnieuw een schaatser uit Japan (Tatsuya Shinhama) de wereldtitel sprint. Zelfs "De keizer op schaatsen", Hiroyasu Shimizu, kwam niet verder dan een tweede plaats (1995, 1996, 2001).

## Persoonlijke records
| Afstand    | Tijd    | Datum           | Baan            |
| ---------- | ------- | --------------- | --------------- |
| 500 meter  | 36,75   | 23 januari 1988 | Calgary         |
| 1000 meter | 1.14,27 | 10 januari 1986 | Baselga di Pinè |
| 1500 meter | 2.00,85 | 9 januari 1981  | Nikko           |
| 3000 meter | 4.39,55 | 1 februari 1979 | Fuji Subaru     |
| 5000 meter | 8.01,23 | 2 februari 1979 | Fuji Subaru     |

## Resultaten
| jaar | Olympische Spelen | WK Sprint |
| ---- | ----------------- | --------- |
| 1981 |                   | 6e        |
| 1982 |                   | 8e        |
| 1983 |                   | Goud      |
| 1984 | 10e 500m 9e 1000m | 8e        |
| 1985 |                   | 21e       |
| 1986 |                   | Brons     |
| 1987 |                   | Goud      |
| 1988 | 500m · 20e 1000m  | -         |

- = geen deelname

### Medaillespiegel
| kampioenschap     | goud | zilver | brons |
| ----------------- | ---- | ------ | ----- |
| Olympische Spelen | 0    | 0      | 1     |
| WK Sprint         | 2    | 0      | 1     |

- Bibliotheek van het Japanse parlement: 00178531
- Virtual International Authority File: 257485272

1. ↑  Podiumplaatsen WK Sprint mannen (vanaf 1970) schaatsstatistieken.nl. Gearchiveerd op 15 december 2021.
2. ↑  (en) World Sprint Championships 2020 speedskatingnews.info. Gearchiveerd op 25 juni 2020.